# Kropî, Jovkva
Kropî (în ucraineană Кропи) este un sat în comuna Zamociok din raionul Jovkva, regiunea Liov, Ucraina.

## Demografie
Componența lingvistică a localității Kropî
     Ucraineană (100%)
Conform recensământului din 2001, toată populația localității Kropî era vorbitoare de ucraineană (100%).